# Wilhelm (hrabia Luksemburga)
Wilhelm (ur. ok. 1070 r., zm. 1129 r.) – hrabia Luksemburga od 1096 r.
Był synem hrabiego Luksemburga Konrada I oraz Ermezyndy z Akwitanii. Objął władzę po śmierci starszego brata Henryka III w 1096 r. Próbował kontynuować ekspansję terytorialną rozpoczętą przez ojca, ale wobec skutecznego oporu arcybiskupów Trewiru nie zdołał osiągnąć na tym polu sukcesów. Jego następcą na tronie luksemburskim został jego syn, Konrad II.
Żonaty z Liutgardą, córką hrabiego Kunona z Beichlingen. Miał z nią troje dzieci:
- Konrad, zm. 1136, hrabia Luksemburga
- Liutgarda, zm. przed 1170, żona Henryka II, hrabiego Grandpre
- Adalbert, zm. ?, prepozyt w Trewirze